# 13937 Roberthargraves
13937 Roberthargraves eller 1989 PU är en asteroid i huvudbältet som upptäcktes den 2 augusti 1989 av det amerikanska astronom paret Eugene M. och Carolyn S. Shoemaker vid Palomar-observatoriet. Den är uppkallad efter Robert Bero Hargraves.